# Iglesia de San Pedro (Boada de Campos)
La iglesia de San Pedro es una iglesia situada en la localidad de Boada de Campos, provincia de Palencia, España, declarada bien de interés cultural el 28 de enero de 1993.

## Descripción
De estilo gótico-mudéjar, está construida en tapial y ladrillo, consta de tres naves separadas por delgados pilares, cubriéndose con artesonados, conservándose los del crucero y capilla mayor.
A los pies de la iglesia se levanta la torre, gótico-mudéjar, de estructura apiramidada, con tres cuerpos, el primero de piedra y los dos restantes de ladrillo. La portada principal, gótica del siglo XII, con cuatro arquivoltas: tres lisas y la cuarta adornada con rosetas, está adosada a la nave del evangelio y protegida por pórtico sobre las esbeltas columnas de piedra.
En la nave del Evangelio, destacan: la capilla bautismal con pila del siglo XVI, decorada con relieves y escudo episcopal; el retablo barroco del siglo XVIII con escultura de la Virgen del Carmen de la misma época; la capilla con retablo del siglo XVI esculpido en piedra caliza con crucifijo del mismo momento, muy repintado; y la pila del agua bendita de mitad del siglo XVI.
En el presbiterio se encuentra el retablo mayor del último tercio del siglo XVI, muy repintado.
En la nave de la Epístola, un retablo de fines del siglo XVI, muy repintado y un retablo rococó del siglo XVIII.
En la sacristía, tabernáculo del retablo mayor, del siglo XVI; y en casa particular, cruz parroquial de plata, fechada en 1647; cáliz rococó; custodia tipo sol, del siglo XVII, de bronce sobredorado con viril de plata.